# Rhachiella malawica
Rhachiella malawica — вид сітчастокрилих комах родини Rhachiberothidae. Описаний у 2020 році. Виявлений в Малаві. Вид став першим відомим представником родини в Малаві та 14 сучасним видом у родині взагалі. Виокремлений в окремий рід на основі характерної будови статевих органів самців і самиць (довгий пенісфілюм у самця та роздвоєна псевдогіпокауда у самиці).